# Burckella hillii
Burckella hillii är en tvåhjärtbladig växtart som först beskrevs av John Horne och John Gilbert Baker, och fick sitt nu gällande namn av Herman Johannes Lam. Burckella hillii ingår i släktet Burckella och familjen Sapotaceae. Inga underarter finns listade i Catalogue of Life.